# Banten
Banten là một tỉnh của Indonesia ở cực Tây đảo Java. Banten được tách ra thành một tỉnh riêng từ Tây Java vào năm 2000. Tỉnh lỵ là thành phố Serang. Tỉnh có 4 thành phố và 4 huyện nông thôn. Ngôn ngữ được sử dụng phổ biến ở đây là tiếng Sunda.
Banten là nơi nổi tiếng về thứ binh khí gọi là Kujang được dùng nhiều trong võ thuật Indonesia.
Banten có thể coi là tỉnh nghèo nhất đảo Java và có thể cả Indonesia. Tính đến tháng 9/2015, hệ thống giao thông của Banten là con đường quốc lộ nát bét toàn đá cấp phối. Chạy xuyên suốt cả tỉnh là con đường bắt đầu từ điểm nối với đường cao tốc Jakarta (Cách Jakarta khoảng 40 km) chạy xuyên suốt qua tỉnh lỵ Serang qua Labuhan rồi Mahendra đến Bayah tiếp đến thành phố Palabuhan Ratu của tình Tây Java. Cả tuyến đường đang được nâng cấp một cách chậm chạp. Ngoài ra cũng còn một vài con đường nữa như từ Labuhan  đi Pandeglang, hay Serang đi Cilegon.
Mặc dù là tỉnh cực tây đảo Java, được tách ra từ tỉnh Tây Java, có 3 mặt giáp biển nhưng Banten không phát huy được ưu thế về biển đó là không có một cảng biển. Du lịch biển, du lich núi đồi cũng không. Có chăng chỉ dừng lại ở sự khám phá hiếu kỳ của con người với thiên nhiên sơ khai.
Tỉnh có 4 thành phố và 4 huyện nông thôn.
4 thành phố gồm:
- Cilegon
- Serang (Thành phố)
- Tangerang (Thành phố)
- Nam Tangerang (Tangerang Selatan)

4 huyện nông thôn gồm:
- Lebak
- Pandeglang
- Serang (Huyện)
- Tangerang (Huyện)

Ngoài các thành phố thì đáng chú ý tới Bayah, một thị trấn nhỏ bé thuộc huyện Lebak. Nhưng thị trấn nhỏ bé này sẽ là điểm tựa đưa Banten sánh ngang với Jakarta về công nghiệp. Đua tranh với Tây Java hay Bali về du lịch,...
Trước đây Banten nguồn thu chính từ cây công  nghiệp như cây cao su, cây cọ, gỗ tếch, dừa...Nhưng từ tháng 5/2014, tập đoàn Gama group quyết định xây dựng nhà máy sản xuất xi măng 10,000 tấn/ngày tại làng Darmasary thuộc thị trấn Bayah. Đó là nhà máy Cement Bayah (PT. Cemindo Gemilang). Dự định tháng 9/2015 bao xi măng thành phẩm đầu tiên sẽ xuất xưởng. Để đáp ứng cho việc xây dựng nhà máy xi măng, công ty Cemindo Gemilang đã xây thêm cảng phụ trợ 2000 tấn cùng cảng chuyên dụng để xuất clinker, xi măng bột, xi măng bao. Ngoài ra công ty cũng xây dựng nhà máy nhiệt điện tận dụng nhiệt dư và dùng than. Để đáp ứng cho công nghiệp phát triển, Điện lực Indonesia cũng xây dựng đường điện cao thế 150Kv. Tháng 10/2015, những người dân quanh vùng Bayah sẽ được dùng nguồn điện ổn định hơn. Với nhà máy xi măng này, Bayah nói riêng và Banten nói chung sẽ trở thành tỉnh công nghiệp phát triển. Nó là mũi nhọn phát triển king tế của khu vực.
Với nhà máy xi măng 10,000 tấn/ngày, Banten là tỉnh có nhà máy xi măng lớn nhất Indonesia. Và trong tương lai công ty Cemindo Gemilang sẽ đầu tư tiếp dây chuyền 2 cũng với công suất như dây chuyền một. Lúc đó Banten trở thành trung tâm sản xuất xi măng - clinker lớn nhất không những ở Indonesia mà cả châu Á.
Với tương lai công nghiệp xi măng, công nghiệp trồng cây khai thác rừng cao su, rừng cọ, rừng tếch, rừng dừa...Nếu biết kết hợp du lịch biển thì viễn cảnh huy hoàng của Banten chúng hoàn toàn tin tưởng.
Với những bãi biển đẹp Darmasary, Sawarna, Tanjung Layar, Goa Lalay..., đặc biệt bãi biển Sawarna được ví như Hawaii. Bãi biển trải dài, một bên là sóng Ấn Độ dương xanh biếc. Còn một bên là những triền núi chạy lao ra biển, đổ những dòng dung nham của núi lửa cổ xưa tạo nên bao kỳ thú. Con đường nhỏ thấp thoáng trong rừng tếch, rừng dừa chạy dọc ven biển ì ầm. Một không gian cho những cặp tình nhân tuyệt vời dưới những tán dừa dâm mát với nhiệt độ quanh năm dao động với trưa nắng 28 đến 32 độ, đêm về là 22 đến 24 độ.